# شقران فارسي
شقران فارسي (الاسم العلمي: Puccinia persica) هو نوع من الفطريات يتبع جنس الشقران من الفصيلة الشقرانية.